# 힌카쿠선
힌카쿠선(일본어: 品鶴線, ひんかくせん)은 일본 도쿄도 미나토구와 가나가와현 요코하마시 쓰루미구 쓰루미역간을 신쓰루미 신호장을 경유하여 잇는 도카이도 본선의 지선부를 이른다.

## 개요
화물 열차의 우회 노선 목적으로 건설되었으며, 현재는 주로 요코하마 선 및 쇼난 신주쿠 라인 열차가 지나는 경로로 사용되고 있다. 시나가와역에서 도카이도 본선과 나뉘어 내륙부를 따라 다마가와 강을 건너 무사시코스기역 부근에서 남쪽으로 꺾은 다음, 신쓰루미 신호장을 지나 쓰루미역에서 도카이도 본선과 재합류 하는 경로이다.
1980년에 시행된 도카이도 - 요코스카 별선화 작업에 따라서 여객선으로 사용되기 시작하였으며, 2001년부터는 쇼난 신주쿠 라인 계통이 신설되면서 해당 열차도 이용하게 되었다. 기존에 이 노선으로 다니던 화물 열차들은 대부분 무사시노 선 또는 핫초나와테, 하마카와사키 경유 화물선을 사용하고 있으나, 일부는 아직도 힌카쿠 선과 야마노테 화물선을 이용하기도 한다.
도카이도 신칸센 건설시 선로 부지를 매입하기 어려웠던 탓에 시나가와 역부터 다마가와 강까지는 힌카쿠 선을 따라서 건설되었고, 니시오이역 남서쪽으로는 힌카쿠 선의 바로 위에 2층 구조의 고가를 세워 이용하기도 하였다.

## 역사
- 1929년 8월 21일 : 시나가와 - 신쓰루미 조차장 - 쓰루미 11.0마일간을 잇는 복선 노선으로 개업. 메구로카와 신호장 및 신쓰루미 조차장 개설.
- 1930년 4월 1일 : 마일에서 km로 거리 단위 변경. 17.8km의 노선.
- 1930년 10월 30일 : 신쓰루미 조차장 - 쓰루미 간 전철화.
- 1934년 12월 1일 : 헤비쿠보 신호장 개설.
- 1939년 8월 1일 : 시나가와 - 신쓰루미 조차장 전철화.
- 1950년 5월 20일 : 헤비쿠보 신호장과 신쓰루미 조차장 사이에 마루코 신호장 개설.
- 1957년 7월 17일 : 마루코 신호장 폐지.
- 1965년 7월 : 메구로카와 신호장, 헤비쿠보 신호장을 폐지하고 오사키역의 구내로 병합.
- 1980년 10월 1일 : 여객 영업 개시. 요코스카 선의 열차가 들어오기 시작했으며, 신카와사키역 개업.
- 1984년 2월 1일 : 신쓰루미 조차장이 신호장으로 격하.
- 1986년 4월 2일 : 니시오이역 개업.
- 1987년 4월 1일 : 일본국유철도 분할 민영화에 따라서 동일본 여객철도가 계승.
- 2010년 3월 13일 : 니시오이 역과 신카와사키 역 사이에 무사시코스기역 개업.

## 역 목록
표시는 폐지된 시설을 나타낸다.
| 역명              | 일본어 역명  | 접속 노선                                             | 역간 거리 | 영업 거리 | 소재지     | 소재지                |
| ----------------- | ------------ | ----------------------------------------------------- | --------- | --------- | ---------- | --------------------- |
| 시나가와          | 品川         | 도카이도 신칸센 도카이도 본선 (본선) · 야마노테 선    | -         | 0.0       | 도쿄도     | 미나토구              |
| 메구로카와 신호장 | 目黒川信号場 | 야마노테 화물선                                       | -         | 1.3       | 도쿄도     | 시나가와구            |
| 헤비쿠보 신호장   | 蛇窪信号場   | 오사키 지선                                           | -         | 3.1       | 도쿄도     | 시나가와구            |
| 니시오이          | 西大井       |                                                       | 3.6       | 3.6       | 도쿄도     | 시나가와구            |
| 무사시코스기      | 武蔵小杉     | 난부 선 도쿄 급행 전철 도요코 선                      | 6.4       | 10.0      | 가나가와현 | 가와사키시 나카하라구 |
| 신카와사키        | 新川崎       |                                                       | 2.7       | 12.7      | 가나가와현 | 가와사키시 사이와이구 |
| 신쓰루미 신호장   | 新鶴見信号場 | 무사시노 선 · 난부 선 화물 지선                       | 1.2       | 13.9      | 가나가와현 | 가와사키시 사이와이구 |
| 쓰루미            | 鶴見         | 도카이도 본선 (본선, 다카시마 선, 화물선) · 쓰루미 선 | 3.9       | 17.8      | 가나가와현 | 요코하마시 쓰루미구   |

이외에도 시나가와 기점 8.5km 지점(대략 도쿄 급행 전철 이케가미 선과의 교차점 부근)에 마루코 신호장이 있었다.

## 같이 보기
- 도카이도 본선